# Astylosternus
Astylosternus, también conocidas como «ranas nocturnas», es un género de anfibios de la familia Arthroleptidae. Incluye 12 especies que se distribuyen por Sierra Leona, República Centroafricana, República Democrática del Congo y Ghana.

## Especies
Se reconocen las siguientes según ASW:
- Astylosternus batesi (Boulenger, 1900)
- Astylosternus diadematus Werner, 1898
- Astylosternus fallax Amiet, 1978
- Astylosternus laticephalus Rödel, Hillers, Leaché, Kouamé, Ofori-Boateng, Diaz & Sandberger, 2012
- Astylosternus laurenti Amiet, 1978
- Astylosternus montanus Amiet, 1978
- Astylosternus nganhanus Amiet, 1978
- Astylosternus occidentalis Parker, 1931
- Astylosternus perreti Amiet, 1978
- Astylosternus ranoides Amiet, 1978
- Astylosternus rheophilus Amiet, 1978
- Astylosternus schioetzi Amiet, 1978.